# تتسویا شیوکاوا
تتسویا شیوکاوا (زادهٔ ۱۸ دسامبر ۱۹۶۱) سیاستمدار اهل ژاپن است.